# Impactos da pandemia de COVID-19 nos Jogos Olímpicos de Verão de 2020
A pandemia de coronavírus 2019-2020 impactou os Jogos Olímpicos de Verão de 2020. Muitas partidas classificatórias foram canceladas ou adiadas. O primeiro-ministro japonês Shinzo Abe anunciou em 24 de março que os Jogos serão adiados até 2021.

## Contexto
Os Jogos Olímpicos de Verão de 2020 estão programados para ocorrer em Tóquio a partir do final de julho. O governo do Japão está tomando precauções extras para ajudar a minimizar o pior impacto do surto. O comitê organizador de Tóquio e o Comitê Olímpico Internacional estão monitorando o impacto do surto no Japão.
No período que antecedeu as Olimpíadas, o Ministério da Saúde, Trabalho e Bem-Estar do Japão vem realizando inoculações de recuperação para grande parte da população japonesa deixada desprotegida de doenças infecciosas comuns devido às políticas de inoculação das últimas décadas. Por exemplo, o Japão não possui vacinação obrigatória para caxumba e é o quarto no mundo em casos de caxumba, depois da China, Nepal e Burquina Fasso, de acordo com dados da Organização Mundial da Saúde (OMS). Após os surtos de rubéola no Japão, que levaram os Centros de Controle e Prevenção de Doenças (CDC) a alertar as mulheres grávidas de viajarem para o Japão em 2018, o Ministério também está realizando a inoculação de homens de meia idade que não receberam vacinas contra rubéola no Japão. década de 1970 e 1980.

## Revezamento da tocha
A cerimônia de iluminação tradicional foi realizada em 12 de março em Olympia, na Grécia, e a tocha foi entregue à primeira portadora da tocha, Anna Korakaki. Devido à pandemia de coronavírus, foi a primeira cerimônia de iluminação desde 1984 a ser realizada sem espectadores. A tocha deveria visitar 31 cidades e 15 pontos de referência em toda a Grécia, mas sua jornada foi cancelada devido à pandemia de coronavírus. Uma pequena cerimônia foi realizada em Esparta, em 13 de março, antes que a fase grega do revezamento da tocha fosse suspensa. A cerimônia de entrega foi realizada no Estádio Panathenaic, em Atenas, no dia 19 de março. A tocha chegou a Sendai, Japão, em 21 de março de 2020. A cerimônia de boas-vindas foi reduzida para evitar multidões; no entanto, mais de 50.000 pessoas convergiram para o local para ver a chama, levantando preocupações sobre a propagação do vírus. A rota pelo Japão foi projetada para ser de fácil alcance para a maioria da população, para atrair o maior número possível de espectadores, o que tornaria impossível evitar grandes multidões se o revezamento da tocha seguisse em frente como planejado.

## Cancelamento e adiamento da qualificação

### Tiro com arco
Em 16 de março de 2020, a Federação Mundial de Tiro com Arco anunciou a suspensão de dois torneios continentais de qualificação, o Campeonato Pan-Americano, que será realizado em Monterrey, México, de 23 a 29 de março, e o Campeonato da Oceania será realizado nos Fiji, de 5 de março a 9 de abril. A decisão foi tomada como parte de uma suspensão maior de todas as competições internacionais sancionadas pelo World Archery até o final de abril.

### Basebol
O Torneio de Qualificação Final de Beisebol estava originalmente programado para ser realizado de 1 a 5 de abril de 2020, mas foi adiado para junho, a fim de proteger a saúde e a segurança de jogadores e espectadores contra a propagação do coronavírus.

### Basquetebol

#### Qualificação feminina
O torneio olímpico mundial de qualificação para mulheres da FIBA de 2020 foi planejado para ser realizado em Foshan, China, de 6 a 9 de fevereiro de 2020. O torneio foi disputado em Belgrado, Sérvia, devido a preocupações com a pandemia de coronavírus.

#### Basquetebol 3x3
O Torneio Olímpico de Qualificação da FIBA 2020 foi originalmente agendado para 18 a 22 de março. A FIBA adiou os torneios devido à pandemia de coronavírus até 2021.

### Boxe
O torneio olímpico de qualificação para boxe da Ásia e Oceania 2020 foi originalmente agendado para ser realizado em Wuhan, China, de 3 a 14 de fevereiro de 2020, mas foi cancelado pelos organizadores locais em meio a preocupações com a pandemia de coronavírus, originada em Wuhan. As eliminatórias foram realizadas na Jordânia.
O Torneio Europeu de Qualificação Olímpica de Boxe de 2020 em Londres, Reino Unido, que deveria ser realizado de 14 a 24 de março, foi suspenso após três dias.

### Ciclismo

#### BMX
O último evento de qualificação no BMX freestyle, a World Series, estava originalmente programado para ser realizado em Hiroshima, Japão, de 3 a 5 de abril; foi adiada para o próximo ano.

### Futebol

#### Qualificação masculina
O Campeonato Olímpico de Qualificação Masculino da CONCACAF 2020 estava originalmente programado para ocorrer entre 20 de março e 1 de abril de 2020. Em 13 de março de 2020, a CONCACAF suspendeu todas as próximas competições programadas para os próximos 30 dias devido à pandemia de coronavírus, com as novas datas do torneio a serem confirmadas posteriormente.

#### Qualificação feminina
Todas as partidas do Grupo B da terceira rodada do Torneio Olímpico Feminino de Qualificação da AFC de 2020 foram originalmente agendadas para a China, mas foram transferidas para a Austrália.
Em 22 de janeiro, a AFC transferiu o Grupo B das eliminatórias da terceira rodada de Wuhan para Nanjing.
Em 26 de janeiro, quando o surto de coronavírus piorou na China, a Associação Chinesa de Futebol retirou seus direitos de hospedagem e todos os jogos do grupo foram transferidos para Sydney, na Austrália.
Em 29 de janeiro, após o anúncio dos locais e horários de partida, e após sua chegada à Austrália, a equipe e a equipe chinesa estavam sujeitas a quarentena em um hotel em Brisbane por um período que terminaria em 5 de fevereiro, após os primeiros jogos foram agendados para serem jogados. Em 31 de janeiro de 2020, a Federação de Futebol da Austrália publicou a programação de partidas alterada que permitiu à China jogar sua primeira partida após o término da quarentena. Outras mudanças no cronograma foram anunciadas em 2 e 5 de fevereiro de 2020.
A rodada de playoff está marcada para 6 de março de 2020 (primeira mão organizada pelos vencedores do grupo da terceira rodada) e 11 de março de 2020 (segunda mão organizada pelos vice-campeões da terceira rodada do grupo). Os dois vencedores da rodada do play-off se classificarão para os Jogos Olímpicos de Verão de 2020.
Devido à pandemia de coronavírus, a perna da China foi transferida para o Estádio Campbelltown, Sydney, na Austrália, e não na China. A partida em casa na Coreia do Sul estava originalmente programada para ser disputada no Yongin Citizen Sports Park, Yongin, mas havia sido cancelada devido ao surto de coronavírus na Coreia do Sul. A Associação de Futebol da Coreia pediu que a partida fosse disputada no território sul-coreano, mesmo que a partida fosse realizada a portas fechadas, enquanto a Associação de Futebol da China pedia que ela fosse trocada para um local neutro, como a Austrália, devido à reentrada. proibição de cidadãos chineses pelo governo federal australiano. Em 28 de fevereiro de 2020, a AFC anunciou que as duas pernas foram remarcadas para 9 e 14 de abril de 2020. Em 9 de março de 2020, a FIFA e a AFC anunciaram que as partidas do play-off entre a Coreia do Sul e a China foram adiadas para 4 e 9 de junho de 2020.

### Handebol
O Torneio Olímpico Feminino de Qualificação Olímpica para 2020 da IHF estava originalmente programado para 20 a 22 de março. Em 13 de março de 2020, a IHF adiou os torneios devido à pandemia de coronavírus até 2021.
O torneio olímpico de qualificação para 2020 da IHF Masculino estava originalmente programado para 17 a 19 de abril. Em 13 de março de 2020, a IHF adiou os torneios devido à pandemia de coronavírus até 2021.

### Judô
Todo o período de qualificação para o judô olímpico será prorrogado até 30 de junho de 2020.

### Remo
Regata de Qualificação Continental Americana, Regata de Qualificação Continental da Ásia e Oceania, Regata de Qualificação Continental Europeia e Regata de Qualificação Final foram canceladas ou adiadas.

### Vela
A Copa do Mundo de Vela de 2020, uma das eliminatórias, foi adiada em meados de abril até 2021.

### Vôlei

#### Vôlei de praia
Pelo menos três dos 10 eventos finais foram cancelados ou adiados para o próximo ano.

### Pólo aquático
O Torneio Olímpico de Qualificação para Polo Aquático Masculino 2020 e o Torneio Olímpico de Qualificação para Polo Aquático Feminino 2020 estavam agendados para março, mas foram remarcados devido à pandemia de coronavírus.
O Campeonato Asiático de Polo Aquático 2020, a qualificação continental asiática para o torneio olímpico de pólo aquático de 2020, estava programado para ocorrer em Nur-Sultã, Cazaquistão, de 12 a 16 de fevereiro de 2020. No final de janeiro, o evento foi cancelado porque o governo cazaque suspendeu todos os voos e vistos da China devido a preocupações com o surto de coronavírus no país. Em meados de fevereiro, a Federação Asiática de Natação decidiu usar o ranking final dos Jogos Asiáticos de 2018 para alocar suas cotas continentais.

## Impacto financeiro
De acordo com uma estimativa realizada pelo emérito do professor da Universidade de Kansai Katsuhiro Miyamoto e relatada pela NHK, o custo de adiar as Olimpíadas de 2020 em um ano será de 640,8 bilhões de ienes (US$ 5,8 bilhões), levando em consideração as despesas de manutenção das instalações não utilizadas, enquanto cancelá-lo completamente custaria ao Japão 4,52 trilhões de ienes (US $ 41,5 bilhões), com base em despesas operacionais e perda de atividade turística.

## Testes de doping
Em 20 de março de 2020, a Agência Mundial Antidopagem observou que o surto de coronavírus estava afetando seriamente os testes antidoping antes dos jogos.  Os regulamentos do COI exigiram testes extensivos nos meses anteriores ao evento. A China parou temporariamente os testes em fevereiro e os Estados Unidos, França, Grã-Bretanha e Alemanha reduziram os testes em março. As agências antidopagem européias levantaram preocupações de que exames de sangue e urina não pudessem ser realizados e que mobilizar o pessoal necessário para fazê-lo antes do final da pandemia seria um risco à saúde.

## Resposta internacional
Em uma entrevista em fevereiro de 2020 com o City AM, o candidato a prefeito da cidade conservadora Shaun Bailey argumentou que Londres seria capaz de sediar os Jogos Olímpicos nos antigos locais das Olimpíadas de Londres 2012, caso os Jogos precisassem ser movidos devido à interrupção contínua causada pela pandemia de coronavírus. O governador de Tóquio, Yuriko Koike, criticou o comentário de Bailey por ser inapropriado. Os organizadores disseram em 3 de março que as Olimpíadas continuarão como planejadas.
Em 12 de março, o presidente dos EUA, Donald Trump sugeriu que as Olimpíadas fossem adiadas para 2021 ou 2022. No entanto, o governo japonês desconsiderou a sugestão de Trump e insistiu que as Olimpíadas continuariam com os preparativos "seguros e protegidos" sendo planejados. No entanto, um membro do comitê organizador olímpico afirmou que qualquer decisão para adiar os Jogos de Verão precisaria ser tomada antes de maio.
Em 21 de março, o comitê olímpico da Noruega solicitou que os Jogos fossem adiados até que a pandemia estivesse sob controle. O presidente do Comitê Olímpico da Eslovênia, Bogdan Gabrovec, sugeriu a realização das Olimpíadas em 2021 ou 2022; se realizada em 2021, seria a primeira Olimpíada a ser realizada em um ano ímpar.
Em 22 de março, o COI anunciou um prazo de quatro semanas para decidir se os Jogos continuariam conforme o planejado ou seriam adiados para uma data posterior; o cancelamento, no entanto, "não estava na ordem do dia". No mesmo dia, o NOC * NSF da Holanda emitiu uma carta recomendando que os Jogos fossem adiados até que a pandemia estivesse sob controle e mais segurança para os atletas. No mesmo dia, o Comitê Olímpico do Canadá e o Comitê Paraolímpico do Canadá anunciaram que não participarão dos Jogos, a menos que sejam adiados para 2021. Em 23 de março, a Austrália declarou que não enviaria atletas se os jogos não fossem adiados, e o Reino Unido anunciou que se retiraria dos jogos se o coronavírus continuar a se espalhar como previsto.
O primeiro-ministro japonês Shinzo Abe anunciou em 24 de março que os Jogos serão adiados até 2021.